# Пейто (озеро)
Озеро Пейто ( [ˈpiːtoʊ] PEE-toh ) — льодовикове озеро в національному парку Банф у канадських Скелястих горах. Саме озеро знаходиться поблизу Icefields Parkway. Воно було назване на честь Білла Пейто, мандрівника та мисливця в районі Банфа. 
Озеро утворилося в долині хребта Вапутік, між піком Колдрон, піком Пейто та горою Джиммі Сімпсона, на висоті 1860 м. 
Влітку значна кількість льодовикової кам’яної муки надходить в озеро з сусіднього льодовика, і саме ці зважені частинки породи надають озеру унікального яскравого бірюзового кольору. Через яскраве забарвлення озеро часто фотографують, воно з’являється в ілюстрованих книгах, а територія навколо озера є популярним місцем для огляду визначних пам’яток. У 2021 році парки Канади завершили вдосконалення оглядового майданчика озера, стежок і місць для паркування.  Озеро найкраще видно з вершини Боу-Самміт, найвищої точки на Icefields Parkway. 
Озеро живиться струмком Пейто, який відводить воду з озера Колдрон і льодовика Пейто (частина льодового поля Вапта). Озеро Пейто є джерелом річки Містая , яка прямує на північний захід від витоку озера.

Вид на озеро Пейто з вершини Боу

## Зовнішні посилання
- Media related to Peyto Lake at Wikimedia Commons
- Пейто (озеро) у Вікімандрах